# Udvandring fra Europa til Amerika
 Der er for få eller ingen kildehenvisninger i denne artikel, hvilket er et problem. Du kan hjælpe ved at angive troværdige kilder til de påstande, som fremføres i artiklen.

Udvandringen fra Europa til Amerika startede i det 18. århundrede i Storbritannien, Irland og Tyskland, efterfulgt af en større bølge efter 1850 fra det meste af Nordeuropa, og i et mindre omfang fra Central- og Sydeuropa

## "Push og pull"-teorien
Forskning i årsagerne til denne europæiske masseudvandring er baseret på sofistikerede, statistiske metoder. En teori, der har vundet stor udbredelse, er H. Jeromes analyse fra 1926 af "push and pull"- (skub og træk-)faktorer — skubbefaktorerne for emigrationen er i høj grad forholdene i henholdsvis Europa og USA. Jerome nåede frem til, at indvandringen havde højere kovarians med økonomisk udvikling i USA end i Europa, og udledte at træk-effekten var kraftigere end skubbe-effekten.

## Udvandring fra Norden
Udvandringsmønstre i de nordiske lande Finland, Sverige, Norge, Danmark og Island viser en slående forskel. Nordisk masseudvandring startede i Norge, som også bevarede de højeste udvandringstal op gennem århundredet. Sverige kom i gang i starten af 1840’erne og havde den tredjehøjeste udvandring i hele Europa efter Irland og Norge. Danmark havde en konsistent, lav udvandring, mens Island havde en sen start, men hurtigt kom op på Norges niveau. 
I alt udvandrede 2.168.000 i perioden 1840-1914 fra Skandinavien. Herunder kan man se, hvordan disse fordeler sig:
| Land    | Antal udvandrere |
| ------- | ---------------- |
| Danmark | 309.000          |
| Sverige | 1.105.000        |
| Norge   | 754.000          |

Kilde: "Flugten til Amerika" af Kristian Hvidt, s.24 (ISBN 87-504-0288-9)
Dertil kommer udvandringen til Nordamerika fra den danske befolkningsgruppe i den prøjsiske provins Schleswig-Holstein i perioden 1864-1920.